# 達川区
達川区（たつせん-く）は中華人民共和国四川省達州市に位置する市轄区。

## 地理
渠江の上流河である州河と巴河が流れている。その巴河の上流に沙灘河ダムがある。

## 歴史
後漢の永元年間（89年 - 105年）、宕渠県の東部を分割し、宣漢県を置いて益州巴郡に属せしめた。「宣漢」とは漢王朝の威徳を宣揚する名である。西魏廃帝2年（553年）、石城県と改名。四達の地であるとして万州を達州に改め、石城県に州治を置いた。隋の開皇18年（598年）、石城県を改め通川県とする（一説に、石城県から通川県への改名は開皇3年（583年）といい、また一説に大業年間（605年 - 618年）にははじめ通川県が置かれたともいう）。唐の武徳元年（618年）、通川郡を通州に改めた。北宋の乾徳3年（965年）、通州を改めて達州とした。
1992年までは、現在の達州市・巴中市・広安市隣水県の所轄範囲が達県地区であった。その後、達州市に属する県として達県が設置され、現在の達州市中心地である三里坪街道に県政府が置かれた。これにより達県は川東の交通の結節点となり、川陝鄂渝（四川省・陝西省・湖北省・重慶市）の物資集散の中心地となった。
2013年7月、中国国務院は達県を廃止し、達州市達川区を設置した。それまで達県に所属していた碑廟鎮・江陵鎮・北山郷・安雲郷・梓桐郷・金石郷・青寧郷・龍灘郷・檬双郷は、達州市通川区の管轄に移された。

## 行政区画
- 街道:三里坪街道、翠屏街道、石板街道、斌郎街道、明月江街道、楊柳街道
- 鎮:亭子鎮、福善鎮、麻柳鎮、大樹鎮、南岳鎮、万家鎮、景市鎮、百節鎮、趙家鎮、河市鎮、金埡鎮、渡市鎮、管村鎮、石梯鎮、石橋鎮、堡子鎮、双廟鎮、平灘鎮、趙固鎮、橋湾鎮、大堰鎮、罐子鎮
- 郷:安仁郷、么塘郷、竜会郷、虎譲郷、米城郷

## 交通
道路
高速道路
- 包茂高速道路（達陝高速道路（中国語版）兼ねる）

国道
- G210国道

省道
- 202省道

県道
- 028号県道

## 健康・医療・衛生
- 通川区人民医院
- 四川省達州市人民医院